# Martiño Rivas
Martiño Rivas López, nascido em Vimianzo, Galiza, em 10 de janeiro de 1985, é um ator galego, conhecido artisticamente como Martín Rivas, fillo de Manuel Rivas. A primeira vez que apareceu na TV foi na série Mareas Vivas da Televisão Pública Galega (TVG), em 1999, interpretando em língua galega. Ele é conhecido por seu papel como Marcos Novoa Pazos na série El internado de Antena 3, e por seu papel no filme Los girasoles ciegos (Os Girassóis Cegos), ambos papeis em castelhano, que lhe rendeu uma indicação ao Prêmio Goya de Melhor Novo Ator.

## Vida pessoal
Filho do escritor galego Manolo Rivas e María Isabel López. Rivas se formou em uma escola secundária em Londres e depois estudou Comunicação Audiovisual na Universidade de Santiago de Compostela . Além de galego e espanhol, fala fluentemente inglês. No passado se relacionou com Sara Casanovas e Elena Furies e atualmente mantém um relacionamento com a atriz Irene Escolar. Martiño decidiu castelhanizar o seu nome artíostico por Martin ou Martín porque eles não o entendiam em Madri.

## Trajetória
Começou sua carreira como ator ainda criança, na série Mareas vivas da TVG. Ele trabalhou nele de 1998 a 2000, da primeira à terceira temporada. Em 2004 participou das filmagens do curta-metragem Puzle, de 24 minutos. Em 2005 teve também um papel coadjuvante, como David, nas duas temporadas de Maridos e Esposas, da Zenit Television à TVG . Das teleséries de âmbito autônomo passou a trabalhar em séries estatais como SMS, na que sai em cinco episódios. De 2007 a 2010, desempenhou o papel de Marcos Novoa Pazos na série El Internado na Antena 3 . Em 2008, estreou no cinema no filme de José Luis Cuerda Os Girassóis Cegos com Javier Cámara e Maribel Verdú. Seu desempenho lhe rendeu uma indicação ao Prêmio Goya de Melhor Novo Ator. No ano seguinte, ele apareceu no curta-metragem Universos com sua parceira do El Internado, Blanca Suárez. Em 2011 fez sua estreia teatral com a peça Drácula, na qual interpretou Jonathan Harker.

## Filmografia
| Ano  | Título                 | Papel | Notas                       |
| ---- | ---------------------- | ----- | --------------------------- |
| 2008 | Los girasoles ciegos   | Lalo  | Direção de José Luis Cuerda |
| 2013 | Gente en sitios        |       |                             |
| 2013 | Tres bodas de más      | Dani  |                             |
| 2014 | Por un puñado de besos | Dani  |                             |

| Ânus      | Título            | Papel              | Notas        |
| --------- | ----------------- | ------------------ | ------------ |
| 1998-2000 | Marés vivas       | Dani               | 22 episódios |
| 2006-2007 | SMS               | Moisés             | 5 episódios  |
| 2006-2008 | Maridos e esposas | Davi               | 21 episódios |
| 2007-2010 | El internado      | Marcos Novoa Pazos | 71 episódios |
| 2012-2013 | El don de Alba    | Pablo Escudero     | 13 episódios |
| 2014      | Romeu e Julieta   | Romeu              | Minissérie   |

### Filmes curtos
- Puzzle (2004). Curta-metragem gravado em Santiago de Compostela.
- Atopeite ( 2006 ). Direção de Susana Pérez .
- Universos ( 2009 ). Direção de José Corbacho e Juan Cruz . Como Alex.

### Obras de teatro
- Drácula (2007). Dirigida por Eduardo Bazo e Jorge de Juan e interpretada por Emilio Gutiérrez Caba e Ramón Langa, entre outros. Como Jonathan Harker.